# Ласкаво просимо (фільм, 2009)
«Ласкаво просимо» (фр. Le goût des autres) — французький кінофільм режисера Філіппа Льоре про проблеми нелегальних емігрантів, поставлений у 2009 році. Фільм став лауреатом низки міжнародних кінофестивалів, зокрема Берлінського 2009 року, де виборов дві нагороди; також його було номіновано на премію «Сезар» у 10-ти категоріях.

## Сюжет
17-річний біженець з Іраку Біял Каяні, прагне потрапити до Лондона. Там його чекають кохана Міна і команда Манчестер Юнайтед, за яку він хоче грати. Подолавши довгий і важкий шлях, він дістався до французького міста Кале, і тепер тільки Дуврська протока відділяє його від Англії.

## У ролях
| Венсан Лендон     | • | Сімон Кальмат            |
| Фірат Айверді     | • | Біял                     |
| Одрі Дена         | • | Маріон Кальмат           |
| Дерія Айверді     | • | Міна                     |
| Тьєррі Годар      | • | Бруно                    |
| Олів'є Рабурден   | • | лейтенант Каратіні       |
| Селім Акгул       | • | Зоран                    |
| Фірат Селік       | • | Кобан                    |
| Мурат Субасі      | • | Мірко                    |
| Яннік Реньє       | • | Ален                     |
| Муафак Рашді      | • | батько Міни              |
| Бехі Джанаті Атай | • | матір Міни               |
| Патрік Лігард     | • | сусід Сімона             |
| Жан-Поль Бріссар  | • | суддя                    |
| Бландін Пеліссьє  | • | суддя у сімейних справах |

## Нагороди та номінації
| Нагороди та номінації фільм «Уявне життя ангелів» | Нагороди та номінації фільм «Уявне життя ангелів» | Нагороди та номінації фільм «Уявне життя ангелів»      | Нагороди та номінації фільм «Уявне життя ангелів» | Нагороди та номінації фільм «Уявне життя ангелів» | Нагороди та номінації фільм «Уявне життя ангелів» |
| Рік                                               | Нагорода                                          | Категорія                                              | Номінант                                          | Результат                                         |                                                   |
| ------------------------------------------------- | ------------------------------------------------- | ------------------------------------------------------ | ------------------------------------------------- | ------------------------------------------------- | ------------------------------------------------- |
| 2009                                              | Берлінський кінофестиваль                         | Премія Label Europa Cinemas                            | Філіпп Льоре                                      | Перемога                                          |                                                   |
| 2009                                              | Берлінський кінофестиваль                         | Приз екуменічного журі                                 | Філіпп Льоре                                      | Перемога                                          |                                                   |
| 2009                                              | Кінофестиваль в Дурбані                           | Найкращий актор                                        | Фірат Айверді                                     | Перемога                                          |                                                   |
| 2009                                              | Кінофестиваль в Дурбані                           | Найкраща режисерська робота                            | Філіпп Льоре                                      | Перемога                                          |                                                   |
| 2009                                              | Кінофестиваль в Хіхоні                            | Найкращий сценарій                                     | Філіпп Льоре, Еммануел Коурколь, Олів'є Адам      | Перемога                                          |                                                   |
| 2009                                              | Кінофестиваль в Хіхоні                            | Спеціальний приз молодіжного журі                      | Філіпп Льоре                                      | Перемога                                          |                                                   |
| 2009                                              | Кінофестиваль у Варшаві                           | Приз глядацької аудиторії за найкращий іноземний фільм | фільм                                             | Перемога                                          |                                                   |
| 2010                                              | Премія «Люм'єр»                                   | Найкращий фільм                                        | фільм                                             | Перемога                                          |                                                   |
| 2010                                              | Премія «Сезар»                                    | Найкращий фільм                                        | Крістоф Россіньйон, Філіпп Льоре                  | Номінація                                         |                                                   |
| 2010                                              | Премія «Сезар»                                    | Найкращий актор                                        | Венсан Ліндон                                     | Номінація                                         |                                                   |
| 2010                                              | Премія «Сезар»                                    | Найкраща акторка другого плану                         | Одрі Дена                                         | Номінація                                         |                                                   |
| 2010                                              | Премія «Сезар»                                    | Найперспективніший актор                               | Фірат Айверд                                      | Номінація                                         |                                                   |
| 2010                                              | Премія «Сезар»                                    | Найкращий режисер                                      | Філіпп Льоре                                      | Номінація                                         |                                                   |
| 2010                                              | Премія «Сезар»                                    | Найкращий оригінальний сценарій                        | Філіпп Льоре, Еммануель Коурколь, Олів'є Адам     | Номінація                                         |                                                   |
| 2010                                              | Премія «Сезар»                                    | Найкраща операторська робота                           | Лоран Дайллан                                     | Номінація                                         |                                                   |
| 2010                                              | Премія «Сезар»                                    | Найкращий монтаж                                       | Андреа Седлачкова                                 | Номінація                                         |                                                   |
| 2010                                              | Премія «Сезар»                                    | Найкраща музика до фільму                              | Нікола Пьовані                                    | Номінація                                         |                                                   |
| 2010                                              | Премія «Сезар»                                    | Найкраще звукове оформлення                            | П'єр Мертен, Лорен Куагліо, Ерік Тіссеран         | Номінація                                         |                                                   |
| 2010                                              | Давид ді Донателло                                | Найкращий європейський фільм                           | фільм                                             | Перемога                                          |                                                   |
| 2010                                              | Італійський національний синдикат кіножурналістів | Європейська срібна стрічка                             | Філіпп Льоре                                      | Перемога                                          |                                                   |
| 2010                                              | Італійський національний синдикат кіножурналістів | Срібна стрічка найкращому європейському режисеру       | Філіпп Льоре                                      | Номінація                                         |                                                   |